# Fritiof Normann Andersen
Fritiof Normann Andersen (30. maj 1898 på Frederiksberg – 24. januar 1954 på Frederiksberg) var en dansk atlet medlem af Hafnia (-1918), Frederiksberg IF (1919) og AIK 95 (1920-). 
Han deltog i OL 1920 i Antwerpen hvor han blev slået ud i indledende heat på 100 meter og nåede en 11. plads i længdespring med 6,55. Han indgik også i det danske 4 x 100 meter hold som blev nummer fem (43,3). Han vandt et dansk mesterskab; længdespring 1920.
Fritiof Normann Andersen var storebror til komponisten Kai Normann Andersen.

## Danske mesterskaber
- Bronze 1922  Længdespring 6,53½
- Guld 1920  Længdespring 6,77
- Sølv 1920  Trespring 12,35
- Sølv 1919  Længdespring 6,56
- Bronze 1918  Trespring 12,60

## Personlige rekorder
- 100 meter: 10,8 1920